# Dordogne (jeu vidéo)
Pour les articles homonymes, voir Dordogne.
Dordogne est un jeu vidéo de type aventure narrative et point'n'click édité par Focus Indie Series et développé par Un Je Ne Sais Quoi en collaboration avec Umanimation. Le jeu est sorti le 13 juin 2023 sur Windows, Playstation 5, Xbox Series et Nintendo Switch.

## Trame
Le jeu se déroule en 2002. Le joueur incarne Mimi, une jeune femme urbaine de 32 ans. En froid avec son père, Fabrice, elle se rend à Sarlat alors que sa grand-mère paternelle Nora vient de s'éteindre. Enfant, Mimi passait ses étés chez sa grand-mère mais remarque qu'elle a depuis oublié ces souvenirs. Dans cette maison abandonnée de ses grands parents, la jeune femme part en quête de réponses personnelles et familiales, réveillant par la même ses souvenirs d'enfance.